# Arsenal Firearms Strike One
La pistola Strike One es una pistola semiautomática calibre 9x19mm fabricada por la empresa Arsenal Firearms en el año 2012. 

## Desarrollo
La Strike One utiliza un sistema Bergmann creado en la pistola Bergmann-Bayard pero a diferencia del sistema Browning, el cañón no se inclina. Se bloquea con una pieza en forma de Y que durante el retroceso bloquea el cañón y el cerrojo, y a mitad de camino cae liberando el cañón. El cañón detiene su movimiento, el cerrojo continúa hacia atrás, expulsa el casquillo del cartucho gastado y carga el cartucho nuevo. En su camino de regreso, la horquilla de bloqueo en forma de Y se vuelve a acoplar y tanto cañón y cerrojo se mueven juntos hacia adelante. En lugar de inclinar el cañón sólo se mueve en línea recta, aumentando así la precisión.
El Strike one está clasificado para munición +P+ y está configurado específicamente para disparar municiones rusas de 9x19 mm 7N21 y 7N31, que tienen un rendimiento cercano al .357 SIG. La pistola estará disponible en: Parabellum de 9 × 19 mm, IMI de 9 × 21 mm, .357 SIG y .40 S&W . No hay discusión sobre la adición de versiones Auto de 10 mm o .45 ACP, aunque se está considerando una versión .38 Super debido a la popularidad de este cartucho en Italia en particular (las leyes italianas prohíben a los civiles tener armas del mismo calibre que los militares y la policía). Se ha ofrecido a las Fuerzas Armadas rusas una versión totalmente automática del Strike One. También está disponible una versión con cañón más largo (300 mm).  

## Galería

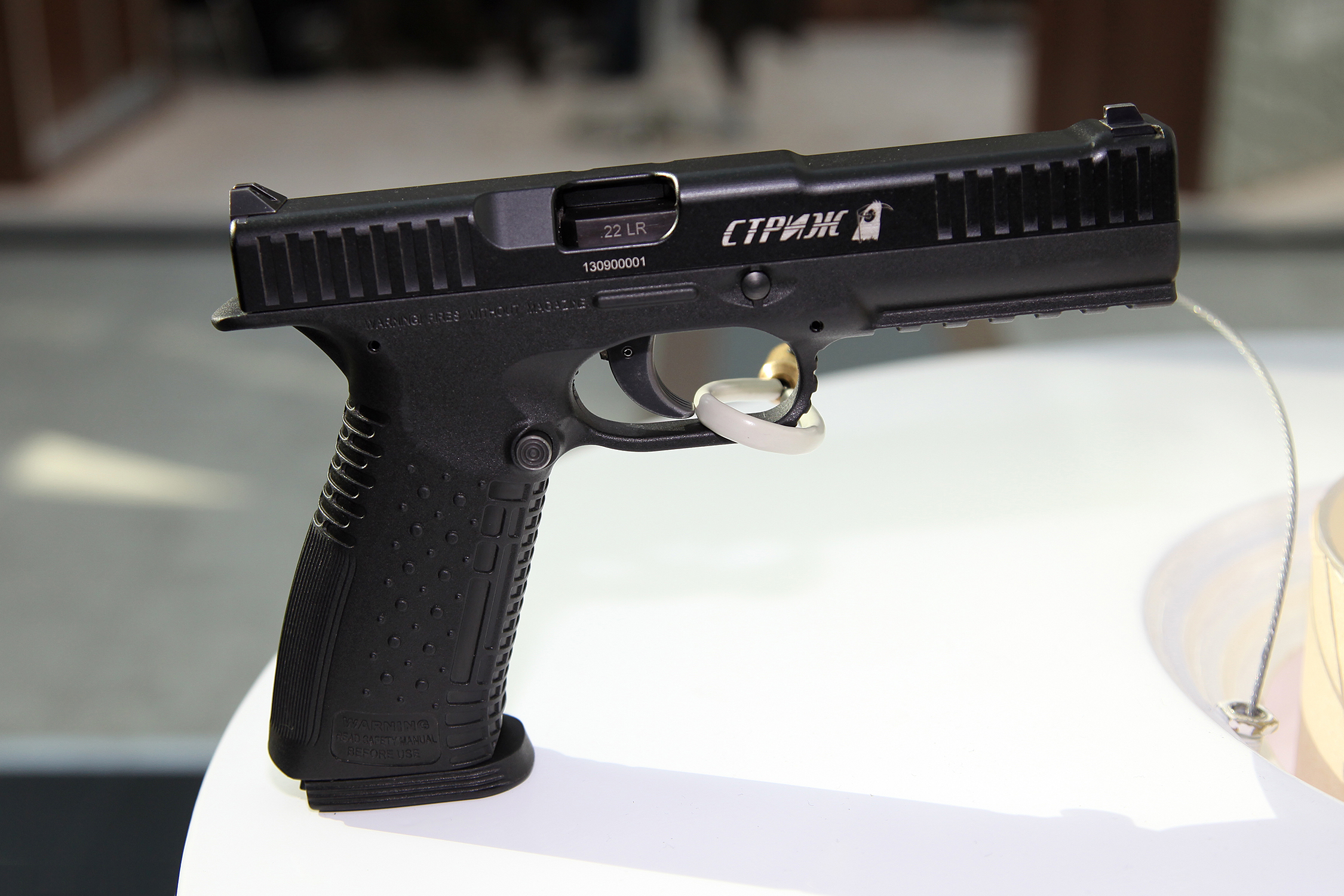
.22 LR Strizh-Strike One.
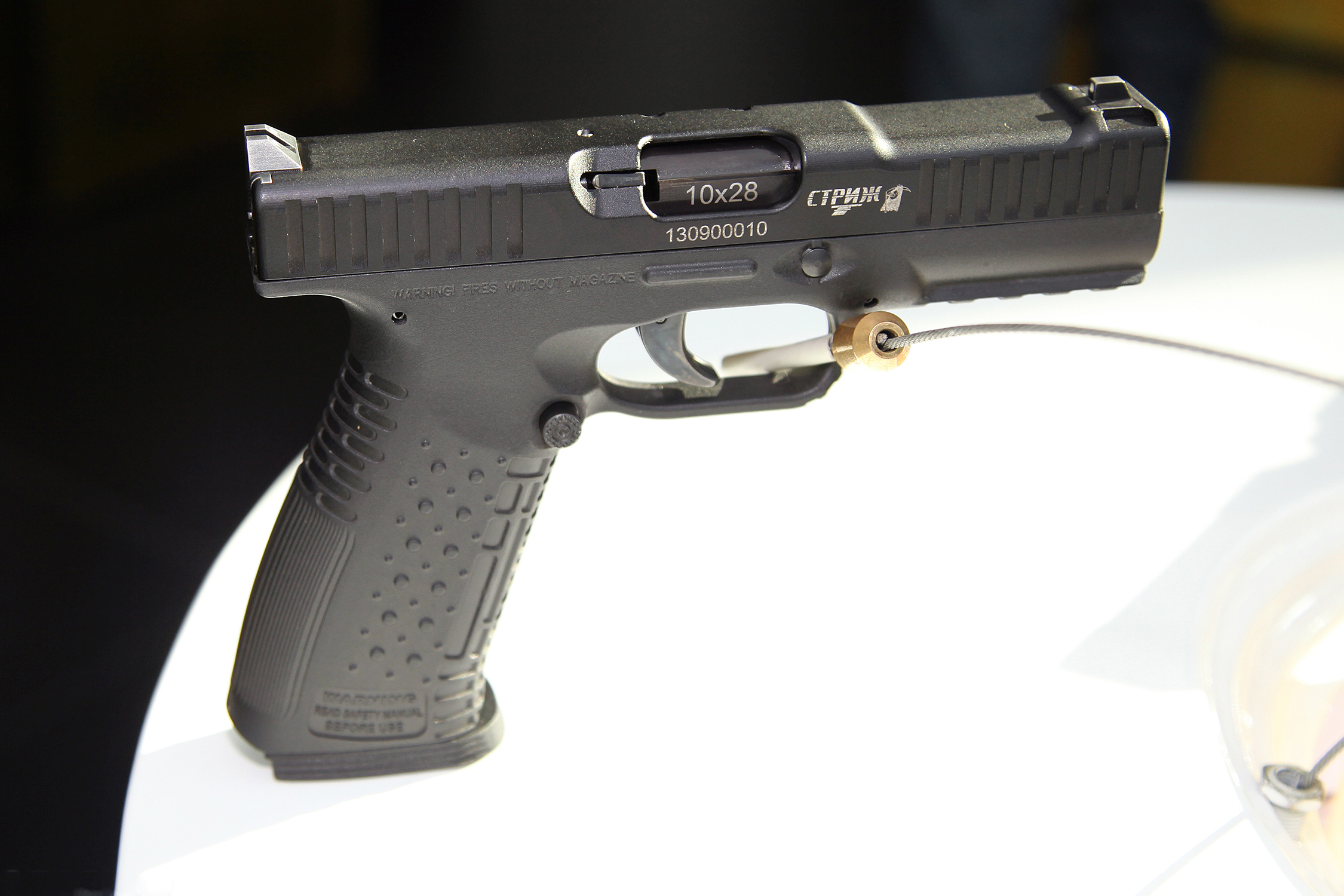
Strizh-Strike One de 10×28 mm.

## Usuarios
- Rusia: La Strike One (ó Strizh en ruso) no fue adoptada como pistola de servicio en la Federación Rusa,[3] aunque se ha visto las tropas Spetsnaz portándolas.